# Dilbeek
Dilbeek – miejscowość i gmina (gemeente) w Belgii, w Regionie Flamandzkim, w prowincji Brabancja Flamandzka, w okręgu Halle-Vilvoorde. 1 stycznia 2024 roku liczyła 44 878 mieszkańców. Leży koło Brukseli. Patronką gminy jest św. Alina, męczennica, córka wodza pogańskiego Dilbeek. Choć Dilbeek jest położone w niderlandzkojęzycznej części Belgii, mniejszość francuskojęzyczna jest reprezentowana w radzie miejskiej przez czterech radnych.

## Historia

### Średniowiecze
Pierwsze wzmianki o gminie pochodzą z roku 1075. W czasach karolińskich Dilbeek i okoliczne wioski były częścią regionu zwanego Bracbatensis. Teren ten, rządzony przez van Aa z Anderlechtu został włączony do Landgrafostwa Brabanchia przez hrabiego Leuven około roku 1085. Pierwsza wzmianka nazwy Dedelbeccha pochodzi z 1075 roku, a nazwa Bigardis, później przekształcona w Groot-Bijgaarden, pochodzi z roku 1110. Bigardis było początkowo zależne od opactwa św. Bawona w Gandawie, ale w 1125 roku zakonnice pod przywództwem św. Wivina ufundowały tutaj wspólnotę religijną. Około roku 1183 landgrafostwo przekształciło się w księstwo Brabancji, w którym Dilbeek pozostał samodzielną parafią aż do rewolucji francuskiej.

### XVI w. – obecnie
Teren parafii należał do Cambrai do roku 1559, kiedy to został przekazany pod zarząd biskupa Mechelen. Także w XVI wieku Dilbeek, Itterbeek i Sint-Martens-Bodegem dostały się pod władzę lokalnych lordów Gaasbeek. Następne dziesięciolecia były znaczone wojnami pomiędzy katolikami i protestantami, które były przyczyną ruiny opactwa w Groot-Bijgaarden. Ostateczna rozbiórka i sprzedaż budynków nastąpiły podczas rządów francuskich w latach 90. XVII wieku.

## Podział administracyjny
W skład gminy wchodzi pięć dzielnic (deelgemeente):
- Groot-Bijgaarden (Grand-Bigard)
- Itterbeek
- Schepdaal (Schepdael)
- Sint-Martens-Bodegem (Bodeghem-Saint-Martin)
- Sint-Ulriks-Kapelle (Chapelle-Saint-Ulric)

## Wydarzenia
- każda z dzielnic organizuje każdego roku targi
- każdej wiosny w Dilbeek odbywa się święto tulipanów.

## Turystyka
- zamek Groot-Bijgaarden z roku 1640 wokół XIV-wiecznego stołpu, w pobliżu znajdują się ruiny opactwa
- ratusz, znany także jako zamek de Viron, został zbudowany w 1863 roku w stylu tudorskim na ruinach XIV-wiecznej twierdzy. Jedna ze średniowiecznych wież, Sint-Alenatoren, jest ciągle widoczna w parku otaczającym obecny budynek. Podczas wizyty w twierdzy Karol V został podobno uraczony królikiem zamiast swoim ulubionym zającem, co było przyczyną nadania mieszkańcom Dilbeek przydomka „serwujących króliki”. W parku znajdują się także inne ciekawe budynki (farma, piwnica, „garaż” na dyliżanse).
- jedna z licznych farm, Het Neerhof, XIII-wieczny budynek, który należał do opactwa we Forest
- Kościół św. Ambrożego (Sint-Ambrosius) z XV w.
- Kościół św. Anny (Sint-Anna) w dzielnicy Itterbeek był modelem dla Pietera Bruegla – znajduje się na namalowanym w 1568 roku obrazie Ślepcy (obecnie w Neapolu)
- Bruegelmuseum (Muzeum Bruegla)
- odrestaurowany wiatrak z 1776 roku
- w dzielnicy Schepdaal mieści się Muzeum tramwajów (Trammuseum), prezentujące historię tego środka lokomocji od jego początków w 1887 roku

## Osoby

### urodzone w Dilbeeku
- św. Alina – chrześcijańska święta

### związane z gminą
- Romain Maes – kolarz, wygrał w 1935 Tour de France (1913-1983), zmarł tutaj
- Johan Anthierens – dziennikarz, publicysta, krytyk i pisarz (1937-2000), zmarł tutaj

## Współpraca
Miejscowości partnerskie:
- Dalton, Stany Zjednoczone
- Franschhoek, Południowa Afryka
- Obervellach, Austria
- Stellenbosch, Południowa Afryka

## Galeria

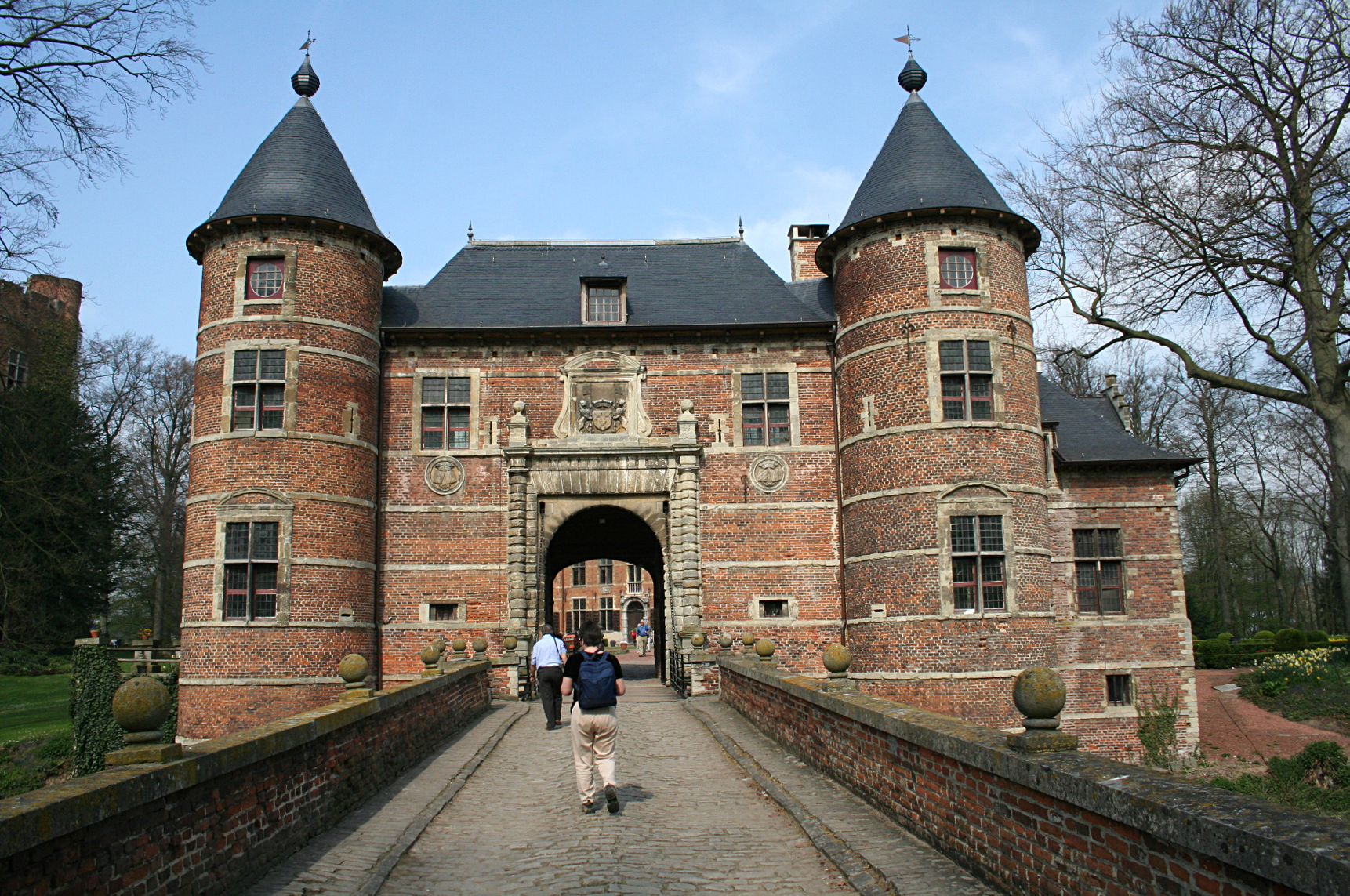
Zamek Groot-Bijgaarden
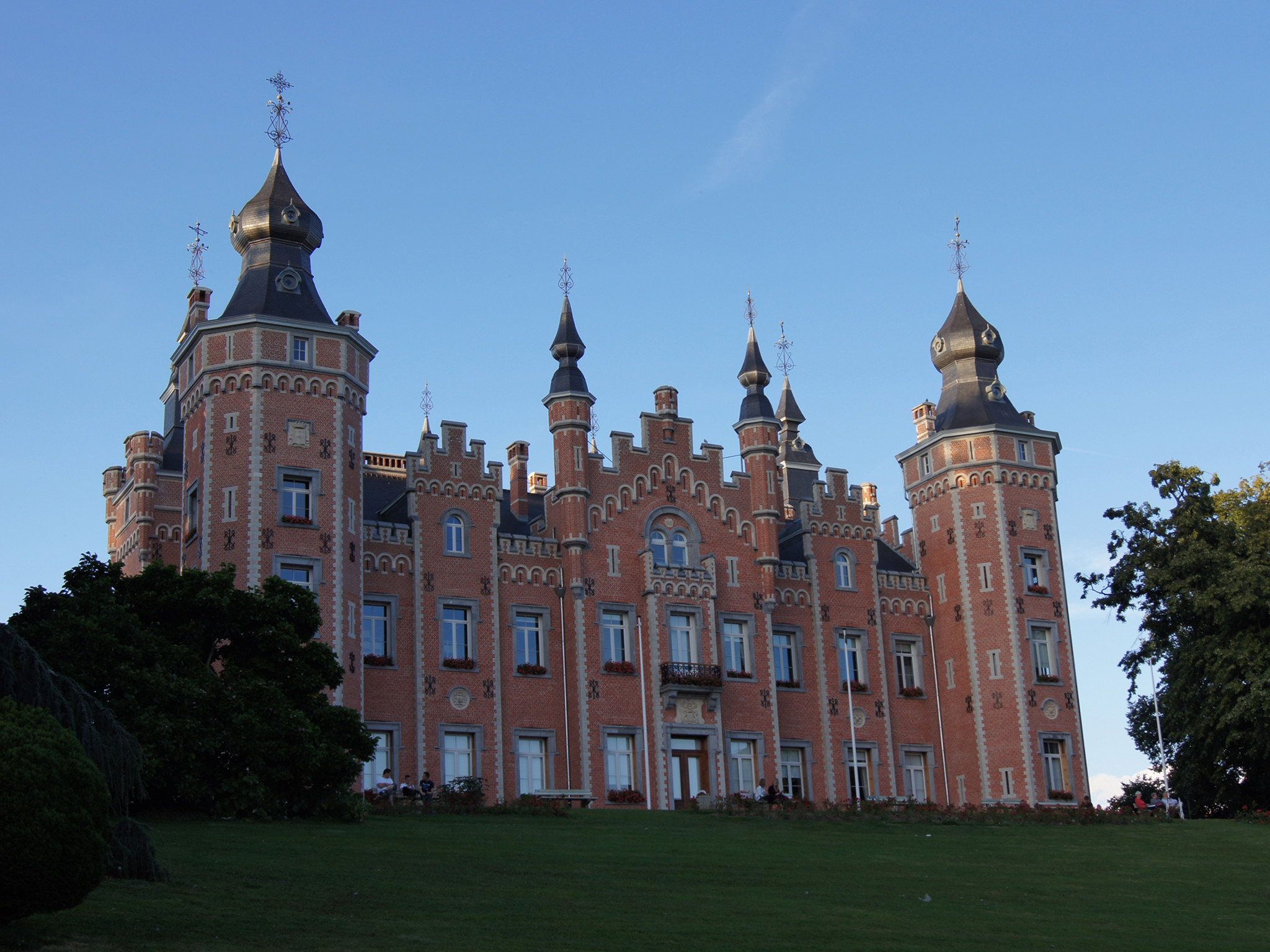
Zamek de Viron
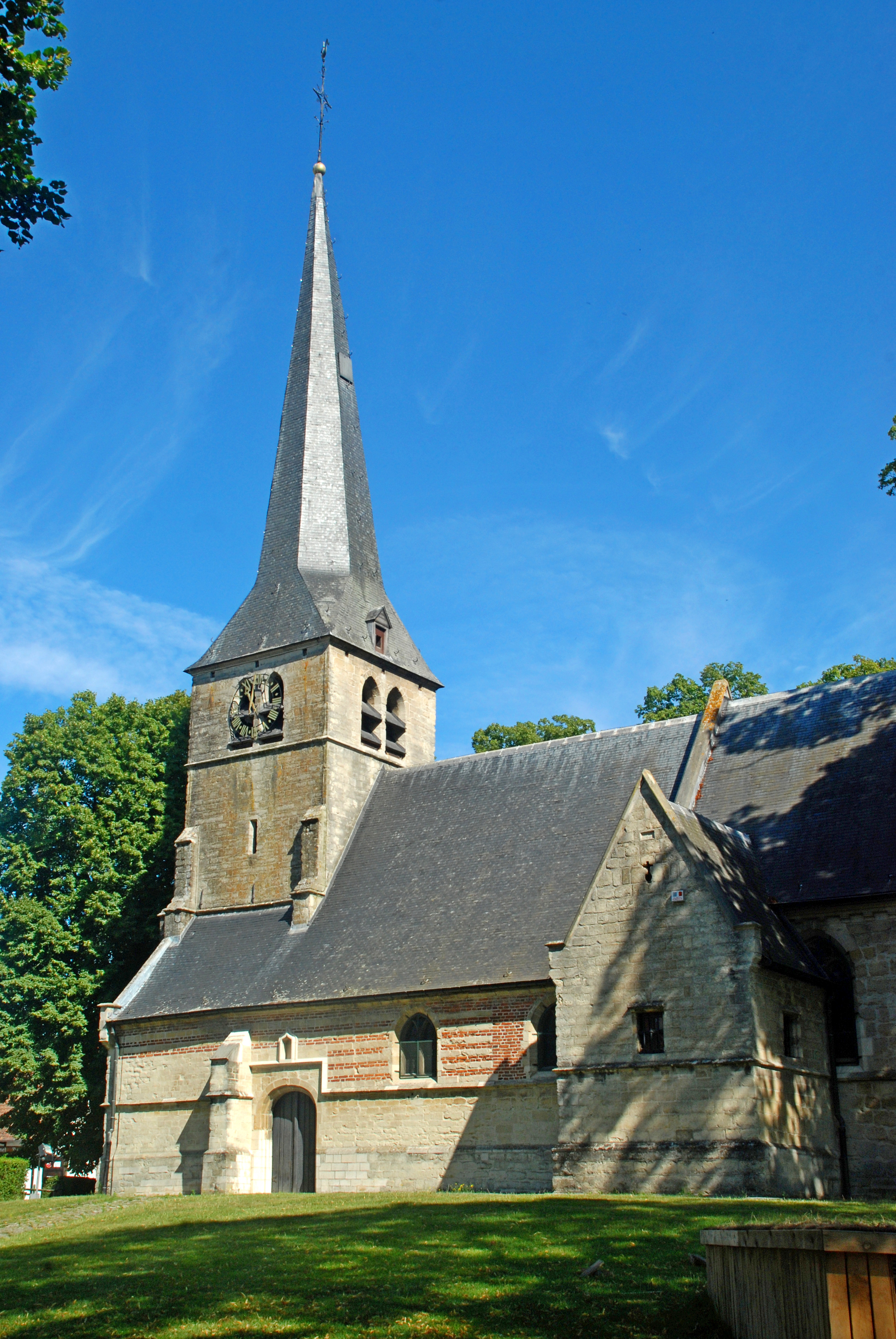
Kościół św. Anny (Sint-Anna)
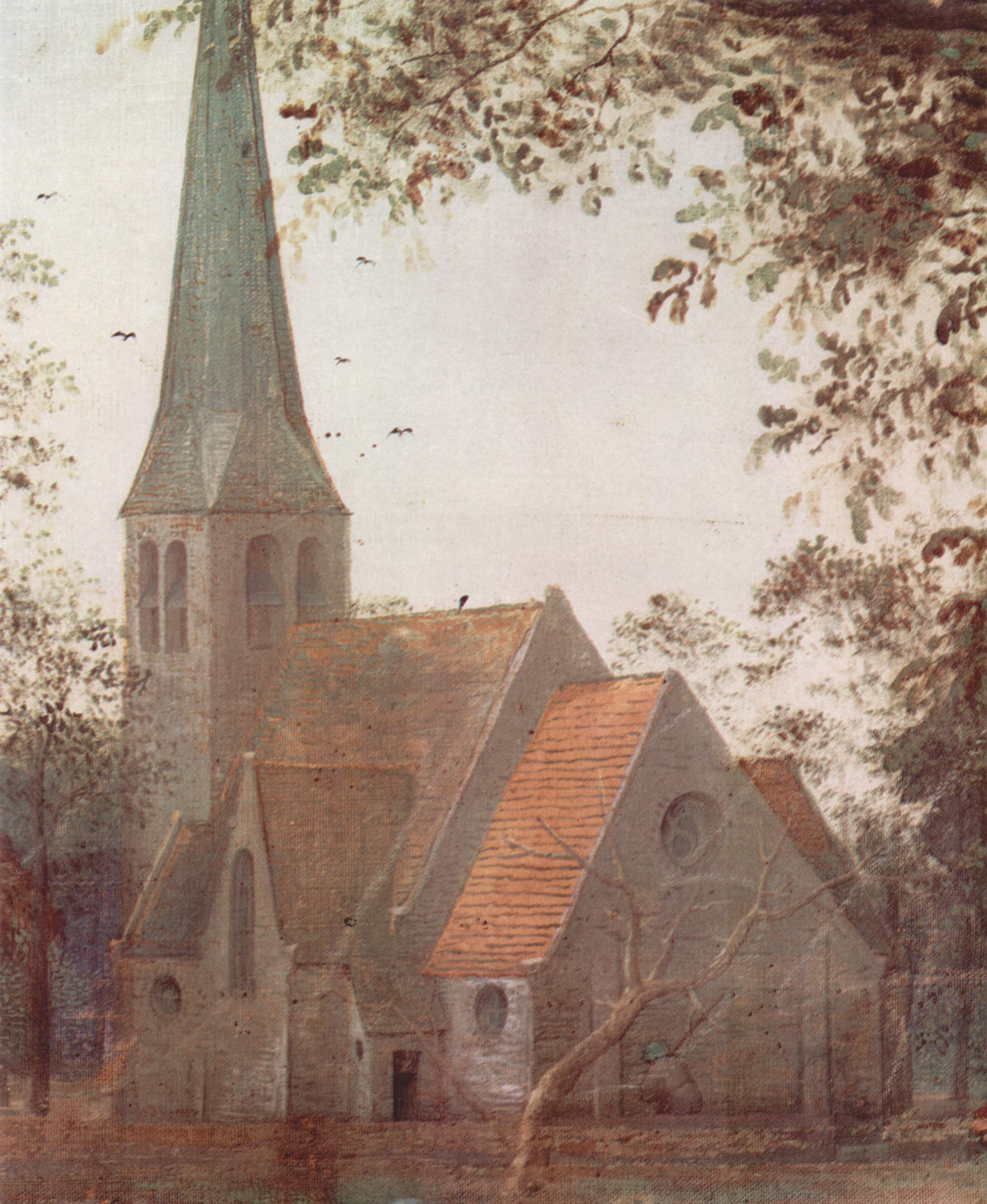
Obraz kościoła św. Anny (Sint-Anna) namalowany przez Pietera Bruegla
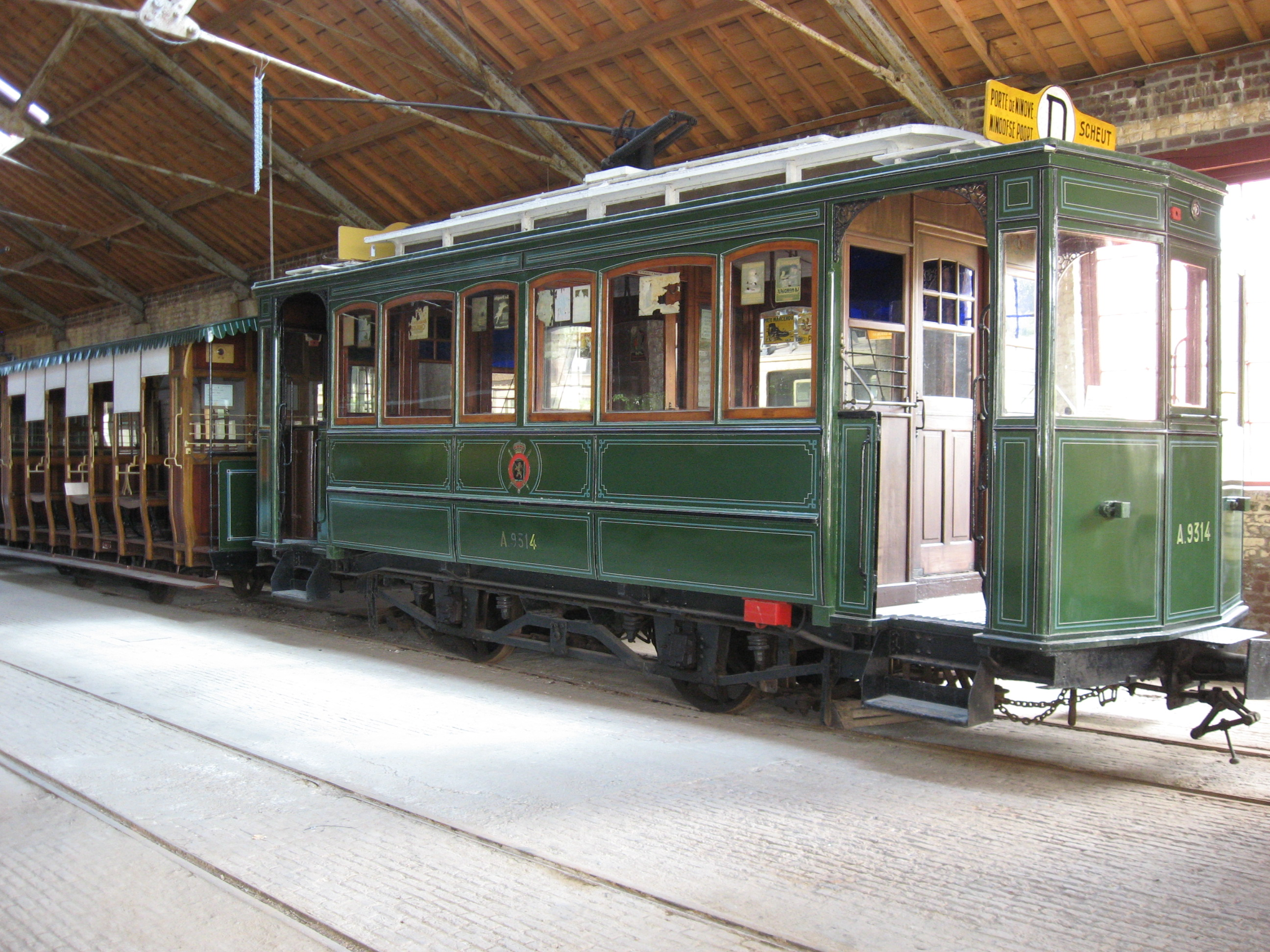
Muzeum tramwajów (Trammuseum)